# Фридрих II (Швабия)
Вижте пояснителната страница за други личности с името Фридрих II.
Фридрих II Едноокия (на немски: Friedrich II. der Einäugige; * 1090, † 4 или 6 април 1147, Алцай) от фамилията Хоенщауфен, e херцог на Швабия от 1105 г. до смъртта си.

## Биография

### Произход и родство
Фридрих II е първият син на херцог Фридрих I от Швабия († 1105) и на Агнес от Вайблинген (* 1072, † 24 септември 1143) от Салиите, дъщеря на император Хайнрих IV. Полубрат е на Хайнрих II Язомиргот. Той е баща на император Фридрих Барбароса.
Неговият по-малък брат Конрад е избран през 1138 г. за първия от Хоенщауфените римско-немски крал като Конрад III.

### Дейност
През 1108 г. Фридрих II участва в похода против Калман от Унгария. През 1110/1111 г. той придружава император Хайнрих V в Рим за ауденция при папа Паскалий II.
През 1116 г. император Хайнрих V обявява Фридрих II и Конрад за негови заместници за времето на неговото пътуване в Италия.

### Избор за император и противопоставяне
През 1133 г. в Майнц не избират Фридрих II за император, а саксонския херцог Лотар като Лотар III.
През 1127 г. неговият брат Конрад се връща от поклоническото си пътуване в Светите земи и става водеща сила на Салиите и през декември се обявява за крал. Фридрих II е главнокомагващ на войската. Той е в опозиция към Лотар III.
През пролетта 1135 г. той се подчинява на Лотар III в Бамберг в дрехи за прошка, Конрад повтаря този жест през есента. Те се съгласяват да помагат в едно пътуване в Италия и така Щауфите са приети отново в кралското покровителство.
Фридрих II умира през 1147 г. в Алцей и е погребан в манастир „Света Валбурга“ в Долен Елзас. Неговият син Фридрих го последва като херцог на Швабия и през 1152 г. става германски крал с името Фридрих I Барбароса.

## Бракове и Деца
Първи брак: през 1120 г. с Юдит Баварска († 22 февруари 1130/1131), дъщеря на Хайнрих IX Черния, херцог на Бавария от фамилията Велфи, и съпругата му Вулфхилд Саксонска, дъщеря на последния херцог на Саксония Магнус от род Билунги. която е погребана в манастира Валбург. Те има две деца:
- Фридрих I Барбароса (1122 – 1190), император на Свещената Римска империя
- Берта (Юдит) († между 18 октомври 1194 и 25 март 1195), ∞ пр. 25 март 1139 херцог Матиас I от Горна Лотарингия от Дом Шатеноа († 13 май 1176); двамата са погребани в манастир Clairlieu при Нанси.

Втори брак: през 1132/1133 г. с Агнес от Саарбрюкен, дъщеря на граф Фридрих в Сааргау. С нея той има три деца:
- Юта (1133 – 1191) ∞ Лудвиг II Железния, ландграф на Тюрингия (Лудовинги)
- Конрад († 1195), от 1156 пфалцграф при Рейн, основател на град Хайделберг
- Лиутгард († сл. 1155)